# 巨礫

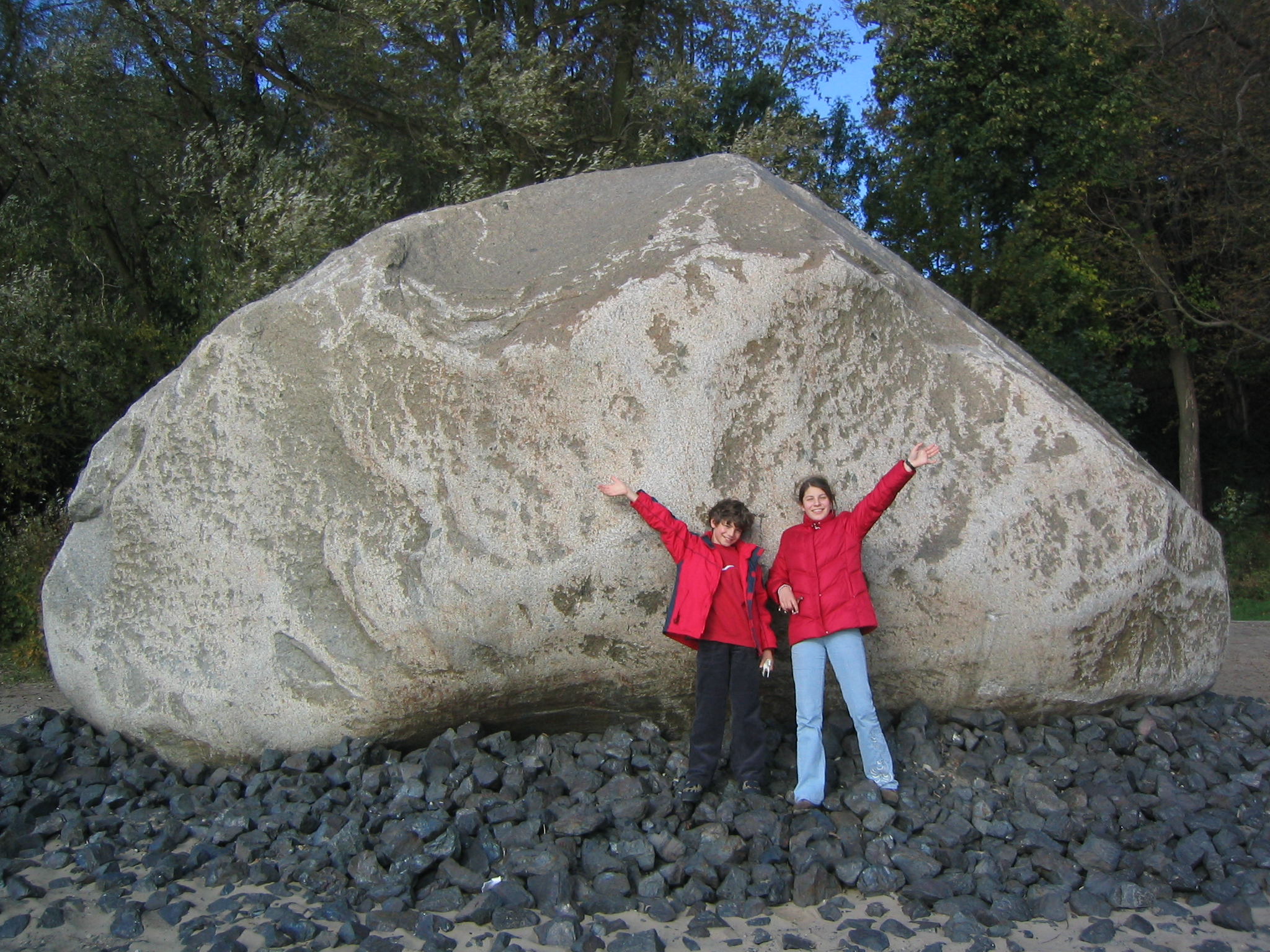
巨礫：大きい巨礫（背後）と小さい巨礫（足元）。大きい方はエルベ川の河床から引き揚げられた迷子石・アルター・シュベーデ（2.50 m高・3.60 m長・30 t)

巨礫（巨䃯、きょれき、ボールダー、英: boulder）とは、粒径（礫径）256 mm以上の礫である。地質学などにおいて、堆積物や堆積岩の構成岩石を、大きさで分類したときの最も大きなもの。
一般に、一連の堆積構造の中で最も下層に存在することが多い。とくに堆積構造の下が火成岩や変成岩などの場合、その一部が割れるなどして堆積構造の最下層に堆積する基底礫岩に多く見られる。砂岩の中にもしばしば観察されるが、一般的に泥岩中には存在しえない。
巨礫が水の力を利用して運搬される場合、運搬を開始するには非常に大きな流速が必要である。しかも、流速が減少すると停止しやすい。そのため、大洪水や鉄砲水の際に運ばれることが多い。また、土砂崩れ、山体崩壊、火砕流などでも巨礫を生じるとともにそれが運搬される。
とりわけ大きな巨礫としては、日本では白山市の百万貫岩（高さ16 m、周長 52m）などが有名である。

## ギャラリー

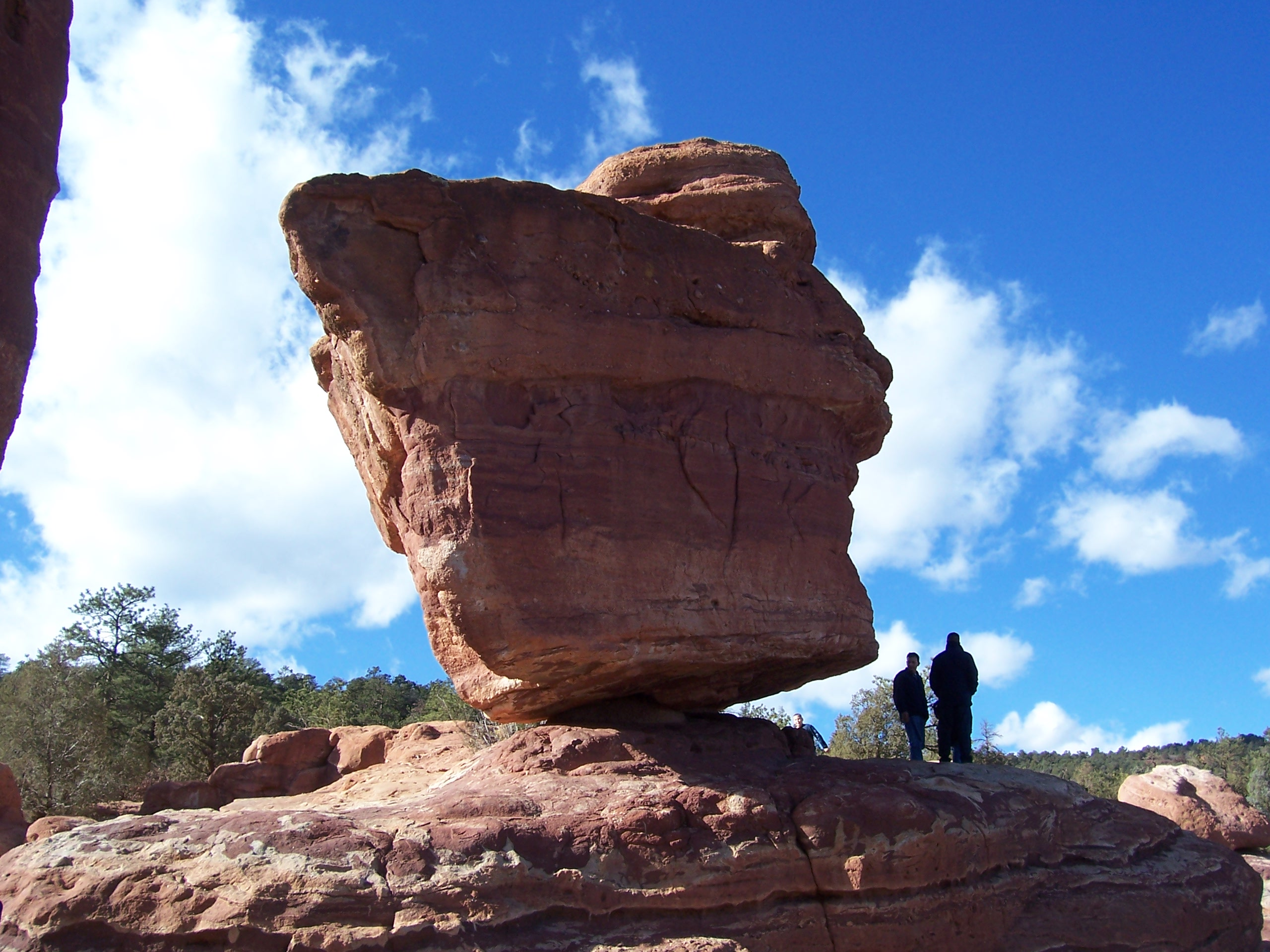
均衡をとって倒れない「バランスロック」は神々の庭公園に立つ（アメリカ、コロラド州コロラドスプリングス）
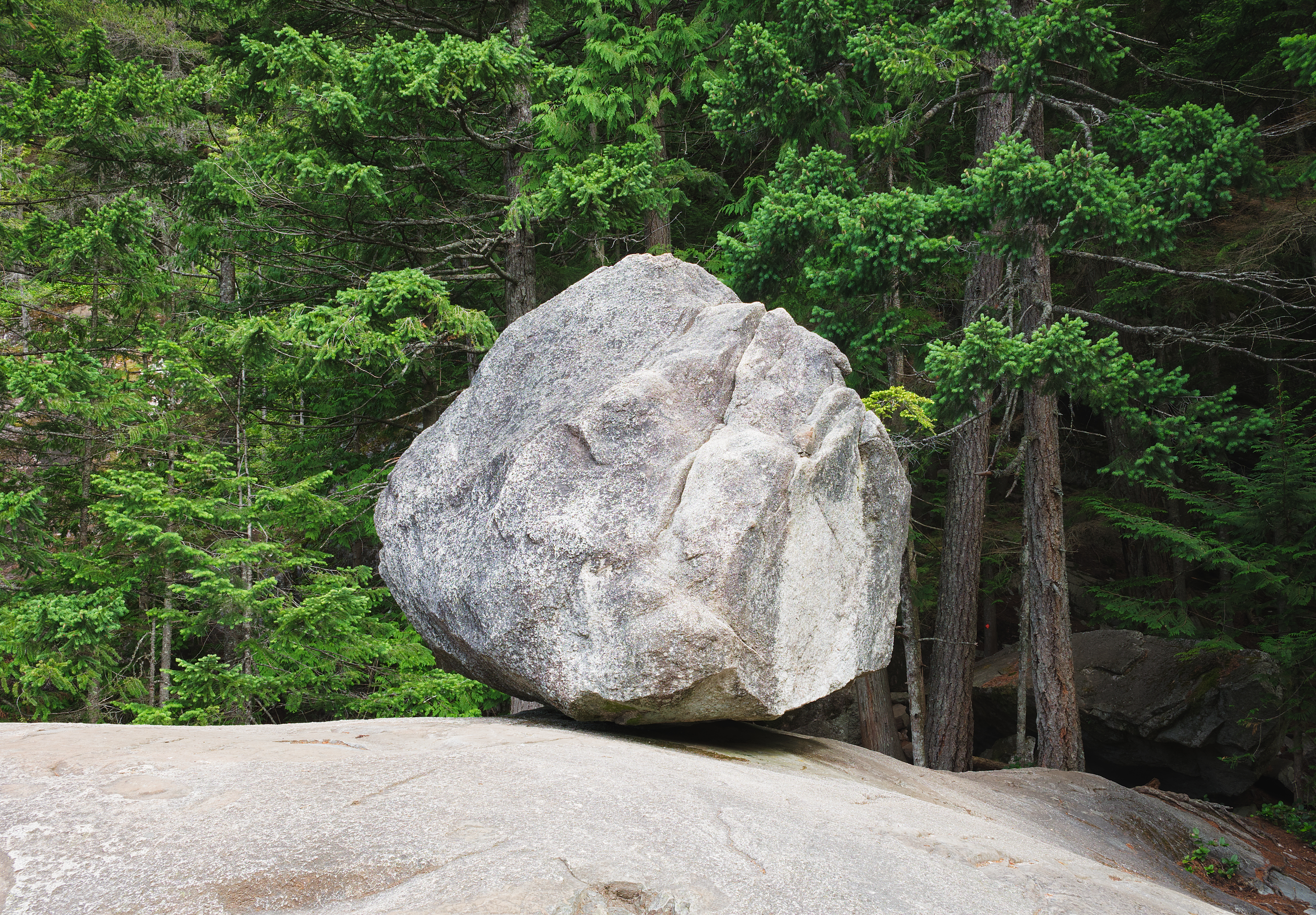
スタワマス州立公園（英語）の巨礫（カナダ、ブリティッシュコロンビア州）
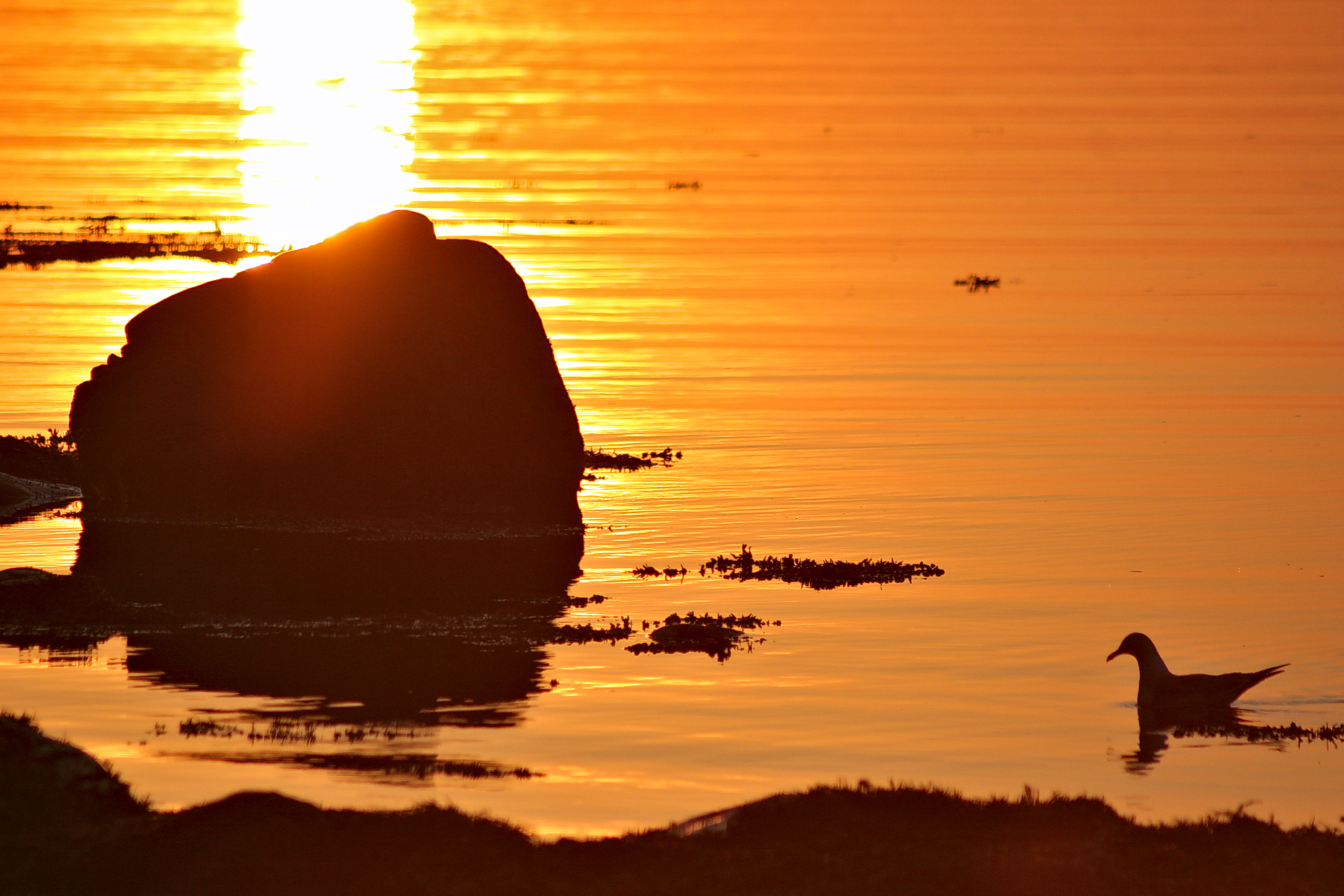
ビック国立公園の水辺の巨礫（カナダ、ケベック州）
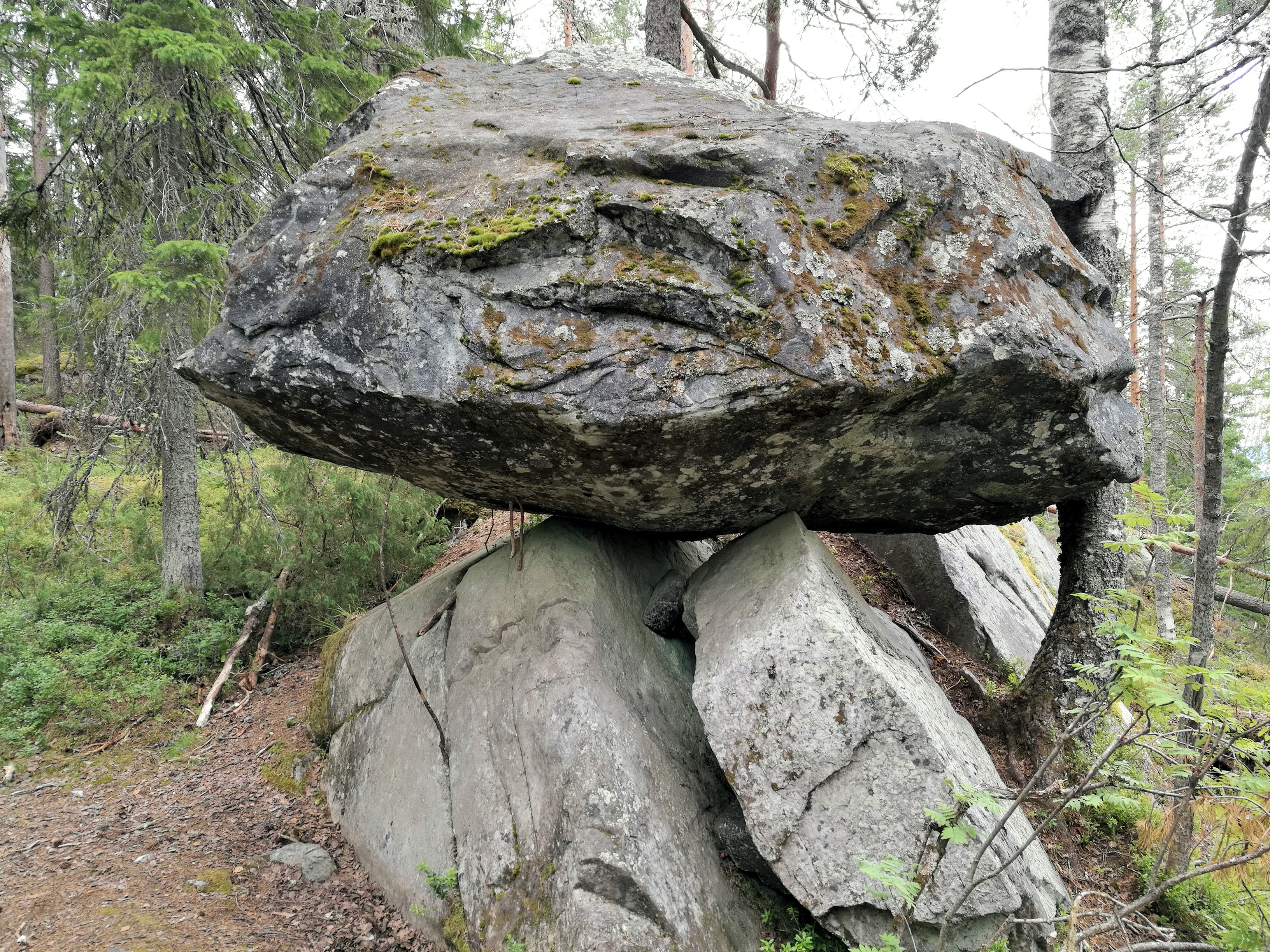
ピサの丘にある「Kämmenkivi」（手の岩）という名前の石組（フィンランド、クオピオ）
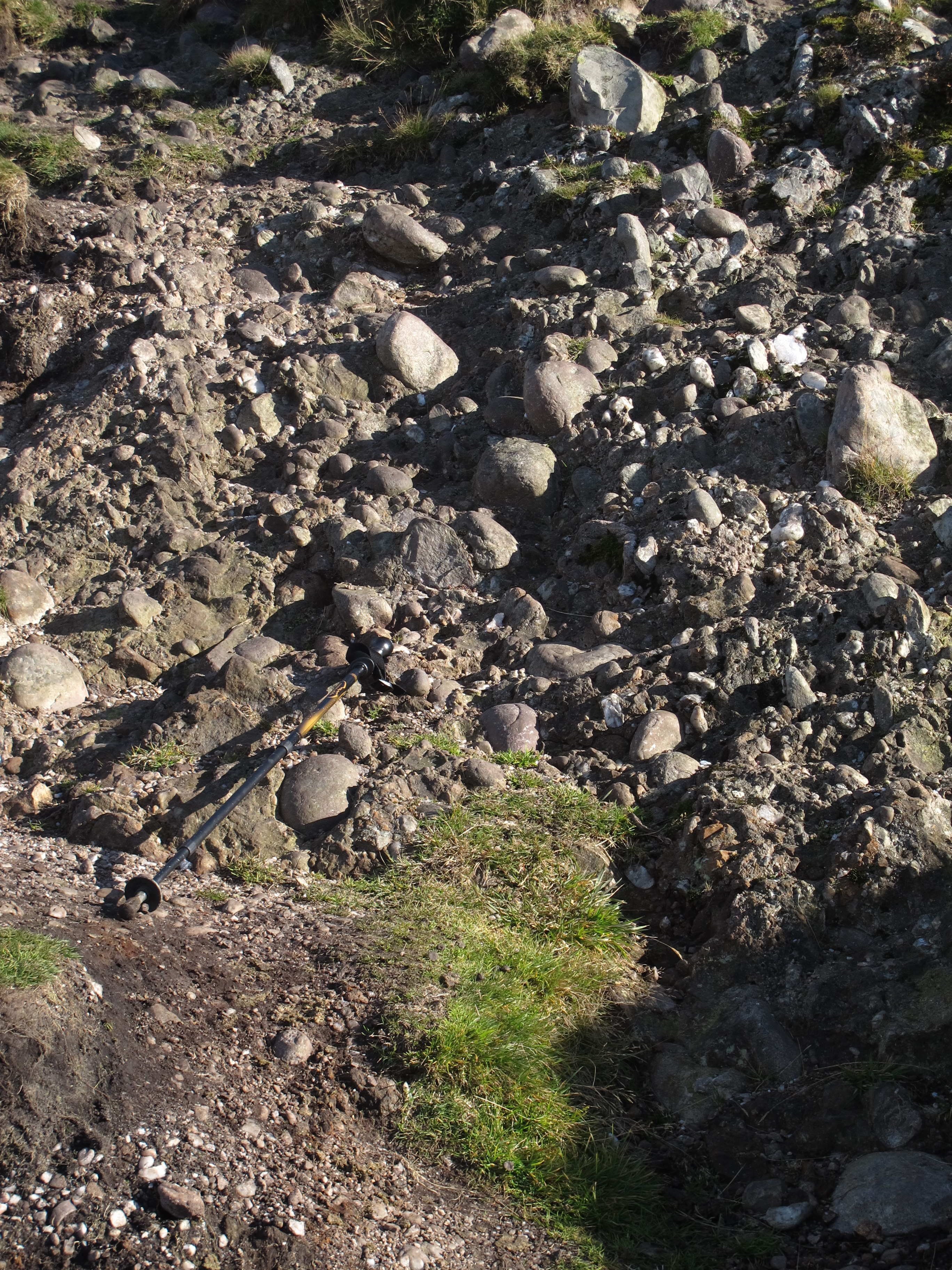
デボン紀の擦痕。深さが巨礫の径ほどのものも見える（スコットランド）

金峰山の頂から見た五丈岩（右端）

## 関連資料
本文の典拠ではない資料、発行年順。
- 「第2節 地層各説 §第2項 侏羅紀層 §§(3)龍井統 (a)巨礫岩層」『龍井図幅地質説明書 : 満洲拾五万分之一』満州帝国地質調査所、1940年10月、10頁 (コマ番号0010.jp2) 。doi:10.11501/1903945、国立国会図書館／図書館送信参加館内公開。
- 高橋英太郎「大嶺炭田の玉葱状風化岩と吉部深成岩地の風化残留巨礫」『地学研究 = Journal of geoscience』第7巻第4号、日本地学研究会・地学研究編集部（編・監修）、益富地学会館、1955年2月、139-140頁 (コマ番号0008.jp2)。ISSN  0366-5933、doi:10.11501/3222461、 国立国会図書館／図書館送信参加館内公開。
- 斎藤林次「鹿児島県高隈山の巨礫岩層について」『熊本大学理学部地学研究報告』第2号、熊本大学理学部地学教室、1972年3月、84-87頁 (コマ番号0050.jp2)。doi:10.11501/2308696、国立国会図書館内/図書館送信。
- 「地質案内 6.本宿町付近の巨礫層」『岡崎市の地質』岡崎地質調査研究会（編）岡崎市ほか、1973年、74頁 (コマ番号0044.jp2)。doi:10.11501/9669119、 国立国会図書館／図書館送信参加館内公開。愛知県岡崎市地質図付録。
- 絈野義夫「海底の巨礫」『日本海の謎』 築地書館、1975年、42頁 (コマ番号0027.jp2)。doi:10.11501/9668931、国立国会図書館／図書館送信参加館内公開。
- R・V・ディートリック「残積巨礫と残余礫」滝上由美、滝上豊（訳）『石ころの話』〈地人選書 ; 17〉地人書館、1986年、52頁- (コマ番号0029.jp2-)。doi:10.11501/9673309、    国立国会図書館／図書館送信参加館内公開。
- 「地学 久慈川河床巨礫の起源と挙動」『茨城県自然博物館第4次総合調査報告書 : 八溝山地・久慈川を中心とする県北西地域の自然（2003年5月）』ミュージアムパーク茨城県自然博物館、2007年3月、08Gp41-.pdf。国立国会図書館内限定。
- 村上俊哉、武田康孝、三上信雄、安藤亘、佐々木真一郎「135 ホソメコンブ場と巨礫の不安定性に関する一考察」『日本水産工学会学術講演会学術講演論文集』2007年度、函館 : 日本水産工学会、2007年5月、113頁- (コマ番号0062.jp2-)。doi:10.11501/11228585、国立国会図書館内限定。
- 森田茂雄、桑原誠、山田孝治、山下彰司「サクラマスの越冬環境に及ぼす河道内巨礫の効果」『寒地土木研究所月報』第682号、土木研究所、2010年3月、国立国会図書館内限定公開（印刷不可）。
- 北村晃寿「静岡県下田市の海食台にある巨礫への2017年台風第21号(typhoon Lan)の高波の影響」『静岡大学地球科学研究報告』第46号、静岡大学、2019年7月。